# Операция «Магистраль»
Опера́ция «Магистра́ль» — военная операция советских войск в Афганистане. Крупномасштабная «воздушно-наземная» плановая общевойсковая операция частей и соединений Ограниченного контингента советских войск в Афганистане и правительственных сил ДРА в труднодоступном горном массиве «Сулеймановы горы» в период с 23 ноября 1987 по 10 января 1988 года на широком фронте провинций Пактия в зоне афгано-пакистанской границы с привлечением значительных сил и средств.
Общевойсковая операция частей и подразделений 103-й гв. воздушно-десантной, 108-й, 201-й мотострелковых дивизий, 56-й десантно-штурмовой, 66-й мотострелковой отдельных бригад, 45-го отдельного инженерно-сапёрного, 191-го мотострелкового — полков, и других частей ОКСВА с целью стабилизации военно-политической обстановки, укрепления государственной власти ДРА в юго-восточной части республики Афганистан.
Одна из наиболее крупномасштабных плановых общевойсковых операций в Афганской войне 1979—1989 годов.
Операция была проведена с целью прорыва многолетней военной и экономической блокады (деблокированию) округа Хост и срыва плана лидеров вооружённой оппозиции по отторжению округа от государства Афганистан и созданию на данной территории осенью 1987 года независимого от ДРА исламского государства.
Основные действия развернулись вдоль магистрали «Гардез — Хост».
Командование войсками ОКСВА осуществлял генерал армии В. И. Варенников. От 40-й Армии — генерал-лейтенант Б. В. Громов.
Силами афганских моджахедов командовал полевой командир Джалалуддин Хаккани.

### События, предшествующие началу операции
Обстановка на магистрали «Гардез — Хост» в районе Хост (в частности) остаётся сложной и напряжённой. Возрастает опасность формирования в «Хост» временного правительства оппозиционных сил. Старейшины племени Джадран в округе Хост игнорируют Правительственную власть ДРА. Племена хорошо оснащены вооружением и боеприпасами и способны поставить под ружьё до 20 тысяч человек. Моджахеды не оставляют попыток взять под свой контроль всю территорию округа. Общая группировка моджахедов в районе боевых действий составила 76 отрядов и групп численностью 4420 моджахедов. Было принято решение спланировать и провести крупную совместную общевойсковую операцию ВС ДРА и СВ и обеспечить население Хоста продовольствием, другими материальными средствами; сорвать планы оппозиции по формированию альтернативного правительства Афганистана. Время готовности к боевым действиям — 17. 11. 1987 г. В состав оперативной группы вошли: Руководитель боевыми действиями генерал-лейтенант Б. В. Громов, Заместитель руководителя боевыми действиями генерал-майор Н. П. Пищев, Начальник штаба ОГ подполковник Д. А. Турлайс 

#### Антиправительственная деятельность моджахедов
1. Экономическая блокада, учинение препятствий торговым отношениям Правительства ДРА с Пакистаном

2. Обстрел г. Хост, запугивание местного населения с целью вынудить покинуть исконные территории

3. Уничтожение сторожевого поста на 36-м караванном маршруте и возобновление поставок оружия во внутренние провинции Афганистана

## Цели операции
Вначале предстояло овладеть перевалом Сатэ-Кандав (расположен на высоте трёх тысяч метров). Группировка оппозиции в этом районе состояла в основном из военизированной части племени джадран. Это племя вообще не подчинялось никакому правительству и действовало, как считали нужным его руководители. В 80-е годы руководство формированиями моджахедов осуществлял Джалалуддин, выходец из этого племени.
Замыслом операции предусматривалось встречными ударами главных сил армии из Гардеза и частями сил 108-й мотострелковой дивизии из Хоста после массированных ударов авиации и артиллерии прорвать блокаду округа Хост, нанести поражение главной группировке противника. Силами 108-й мотострелковой дивизии, 201-й мотострелковой дивизии и 191-го ОМСП захватить предперевальный участок, а силами 103-й ВДД — перевал Сатэ-Кандав, в последующем нарастить усилия вводом в сражение 56-й одшбр, 149 гв. МСП, 345-й опдп, соединений правительственных войск и захватить господствующие высоты вдоль основной коммуникации. А также:
1. блокировать маршрут на всем протяжении

2. уничтожить основные группировки противника в районе Хост;

3. расширить безопасную зону и тем самым обеспечить проводку колонн с материальными средствами в Хост;

4. восстановление контроля за магистралью «Гардез — Хост»;

5. захват перевала и господствующих высот, а также разминирование пути;

6. стабилизация обстановки в регионе.

### Действия мятежников при проводке колонн
1. минирование дорог и прилегающих к ним господствующих высот;

2. создание завалов и разрушений на отдельных участках дороги;

3. интенсивный обстрел колонн с заранее подготовленных позиций;

4. активная борьба с воздушными целями с применением различных средств ПВО, в т.ч. ПЗРК «Стингер»;

5. наращивание сопротивления войскам по мере приближения к базе в районе «Срана».

### План операции
Боевые действия провести в 5 этапов
 
1. Выдвижение и захват перевала Сатукандав;

2. Ведение переговоров с племенем Джадран;

3. Захват и выставление сторожевых постов вдоль дороги от перевала Сатукандав до Хост;

4. Проводка колонн с материальными средствами для ВС ДРА;

5. Выход из боя и возвращение в ППД.

### Ближайшие и дальнейшие задачи
1. 20.11.1987 подразделениям 103 гв. вдд и 345 гв. опдп совершить марш в район боевых действий и к исходу 21.11. сосредоточиться в районе Гардез, быть в готовности к проведению десантирования;

2. 20.11. подразделениям 108 мсд  совершить марш в район боевых действий. Быть в готовности к десантированию — к исходу 20. 11 сосредоточиться в районе Гардез;

3. c утра 22–23.11. после огневой подготовки во взаимодействии с подразделениями ВС ДРА захватить перевал Сатукандав и блокировать дорогу на участке: «Гельгай — Швак», с задачей не допустить выхода моджахедов к коммуникации и обеспечить беспрепятственное движение колонн на охраняемом участке. КП иметь в районе: отм. 2815;

4. С утра 22.11. после огневой подготовки перейти к обороне в полосе: иск. Гельгай, имея передний край по рубежу к. ДАРА, к. Гельгай, с задачей не допустить выхода моджахедов к коммуникации и обеспечить беспрепятственное движение колонн на охраняемом участке. Справа переходит к обороне 103 гв. вдд; КП дивизии иметь в районе (1128);

5. 18.11. подразделениям 191 омсп совершить марш в район боевых действий и к исходу 18.11. сосредоточиться в районе Гардез;

6. С утра 22.11. после проведения огневой подготовки перейти к обороне на своем участке, с задачей обеспечить подразделениям 103 гв. вдд и подразделениям ВС ДРА захватить перевал Сатукандав. Справа переходит к обороне 103 гв. вдд.; КП полка иметь в районе отм. 2669;

7. в течение 23–26.11. провести переговоры с племенем ДЖАДРАН с целью подписать договор о проводке колонны с материальными средствами по маршруту Гардез, Хост для ВС ДРА;

8. с утра 27.11. в случае отказа подписать договор ВС ДРА  осуществляют блокирование участка дороги от перевала «Сатукандав до Насриак—3марат» — силами 25 пд и 37 дшбр ВС ДРА;

9. с утра 22.11. ударами авиации по перевальным участкам караванных путей изолировать район боевых действий от проникновения бандформирований. Используя результаты огня артиллерии, удары авиации и одновременным выдвижением 108 мсд, 191 омсп во взаимодействии с ВС ДРА, занятием господствующих высот, блокировать дорогу в районе кишлаков: Дара, Заву, Гельгай, иск. перевала Сатукандав, 103 гв. вдд;

10. с утра 23.11. во взаимодействии с 76 пп ВС ДРА овладеть и удерживать перевал Сатукандав;

11. 25.11. подразделениям 56 гв.одшбр со средствами усиления перейти к обороне участка: кишлака Убамтай, Навайков с задачей не допустить моджахедов к коммуникации и обеспечить беспрепятственное движение колонн на охраняемом участке; КП иметь в районе кишлака Шабакхейль;

10. 29.11. подразделениям 345 гв. опдп быть в готовности овладеть господствующими высотами и обеспечить беспрепятственное движение колонн с материальными средствами;

11. подразделениям 149 гв.мсп — резерв руководителя боевыми действиями. К исходу 20.11. сосредоточиться в г. Кабул и обеспечивает проводку колонн по маршруту «Кабул — Гардез»;

12. подразделениям 66 омсбр — резерв руководителя боевыми действиями. 21. 11 сосредоточиться в ППД 56 гв.одшбр и быть в готовности к выполнению поставленных боевых задач;

13. С 4 по 17.12. осуществить проводку колонны по маршруту «Гардез — Хост» для ВС ДРА с материальными средствами;

14. С 17 до 20.12. осуществить снятие подразделений с блока вдоль дороги «Гардез — Хост» и осуществить выдвижение частей и соединений в пункты дислокации;

15. Одновременно в период проводки колонн выставить 67 пп на перевале Сатукандав с целью обеспечения беспрепятственной проводки колонны по маршруту «Гардез — Хост» для ВС ДРА.

#### Задачи Артиллерии
1. обеспечить выход соединений и частей в район боевых действий;

2. воспретить попытки мятежников выйти из окружённых районов, а также подход их резервов;

3. выполнять задачи по вызову;

4. выполнять задачи по дистанционному минированию местности.

#### Задачи Авиации
1. В ходе создания группировки, выдвижения соединений и частей для выполнения боевой задачи прикрыть их от воздействия противника;

2. Осуществлять поддержку войск в ходе боевых действий, перевозки личного состава и МТС, эвакуацию раненых;

3. ВВС армии в ходе самостоятельных боевых действий с 9 по 22 ноября бомбо-штурмовыми ударами нанести поражение вскрытым группировкам мятежников;

4. При создании группировки, выдвижении в район боевых действий, на блоки — прикрыть войска от ударов мятежников;

5. Обеспечить ретрансляцию команд и сигналов;

6. Быть в готовности по дополнительной команде десантировать подразделения 345 гв.опдп и 103 гв.вдд;

7. Для выполнения боевых задач выделить ресурс — 720 вылетов фронтовой авиации, в том числе 160 — в резерве, 840 вылетов армейской авиации и вылетов специальной авиации — 120.

#### Задачи Подразделений ПВО
1. основные усилия средств ПВО сосредоточить на прикрытии КП ОГА, дивизий, полков с восточного и юго-восточного направлений;

2. оповещение о воздушном противнике организовать через КП ПВО армии.

#### Задачи Инженерных подразделений
1. провести инженерную разведку маршрутов выдвижения войск в районы боевых действий, районов развёртывания ПУ, огневых позиций артиллерии и вертолётных площадок;

2. оборудовать пункты водоснабжения;

3. провести спец.минирование вероятных маршрутов движения караванов, выхода мятежников к коммуникациям.

#### Задачи подразделений химической защиты
1. вести постоянную химическую и бактериологическую разведку районов боевых действий;

2. уничтожать боевую силу и материальные средства противника, а также его огневые точки;

3. применять дымовые средства для маскировки маневра на поле боя и ослепления огневых точек противника.

#### Тыловое обеспечение
Для организации бесперебойного тылового обеспечения войск в ходе боевых действий создать базовый район в 56 одшбр (Гардез). К 20.11.1987 г. запасы материальных средств в базовом районе создать в необходимых размерах. Медицинское обеспечение организовывать штатными силами и средствами медицинских служб дивизий и полков. Эвакуацию раненых и больных из районов боевых действий осуществлять вертолётами в омедр 56 гв. одшбр с последующей эвакуацией в «ЦВГ» и «ВИГ» Кабул.

### Краткое описание хода операции
Поскольку переговоры с Джелалуддином оказались безрезультатными, 23 ноября была начата операция «Магистраль». К исходу 28 ноября передовые части, в составе 1 пдб 357 пдп и 2 пдб 350 пдп 103-й воздушно-десантной дивизии, овладели перевалом Сатэ-Кандав. Затем опять начались переговоры с лидерами воюющего племени джадран. Но 16 декабря войска были вынуждены продолжить боевые действия. 30 декабря по магистрали на Хост двинулись первые машины с продовольствием.
В этой операции из состава 40-й Армии участвовали силы 108-й и 201-й мотострелковых дивизий, 103-й воздушно-десантной дивизии, 56-й отдельной десантно-штурмовой бригады, отдельные — 45-й инженерно-сапёрный, 191-й мотострелковый и 345-й парашютно-десантный полки, а также другие подразделения. Со стороны афганской армии были привлечены силы и средства пяти пехотных дивизий, одной танковой бригады и нескольких подразделений спецназначения. Кроме того, в операции участвовали более десяти батальонов Царандой (МВД) и госбезопасности ДРА.
- 23 ноября — дата начала операции.
- 28 ноября — передовые части советских войск овладели перевалом Сатэ-Кандав.
- 30 декабря — по магистрали на Хост пошли первые колонны.

Решительные действия 103-й Гв. ВДД — командир П. С. Грачёв, 345-го ОПДП — командир В. А. Востротин, 15-й Отдельной бригады СпН — командир Ю. Т. Старов внесли определяющий вклад в достижение успеха войсковой операции «Магистраль»
Размах операции составил 150 км, темп наступления 5-6 км/сут, продолжительность 2,5 месяца, состав — 51 батальон.

## Силы и средства ОКСВА
К участию в крупномасштабной общевойсковой операции «Магистраль» были привлечены:
- от 103-й гв.ВДД —  350-й гв.ПДП, 1-й ПДБ от 357-го гв.ПДП,130 -й гв.ОИСБ, развед.рота 357-го гв.ПДП, развед.рота 317-го гв.ПДП, Отдельная 80-я разведывательная рота 103-й гв.ВДД;
- от 108-й мсд — 781-й ОРБ (2-я и 3-я роты), разведроты и по 2-а МСБ от 180-го и 181-го МСП; 2-я Гбатр(Д-30) от 181мсп, 6-я минбатр (2С4) и 1-й садн (2С3), 10-я и 11-я реабатр (БМ-21) от 1074-го АП;
- от 201-й МСД (783-й ОРБ — 2-е разведроты), 149-й гв.МСП (разведрота, два — 1,2 мсб), 395-й МСП (разведрота, два — 1,2 мсб);
- от 66-й ОМСБр — ДШБ, разведрота, 3-й мсб;
- от 56-й гв.ОДШБр — 2 батальона (1 и 3 пдб, разведрота);
- от 345-го гв.ОПДП — 3-й пдб, разведрота;
- от 191-го ОМСП — 2-й мсб, 3-й мсб (горный), разведрота;
- от 15-й Отдельной бригады СпН ГРУ ГШ ВС СССР — два Отдельных отряда — (334-й и 668-й) ОоСпН.

Всего от 40-й Армии было привлечено сил и средств:
- Личного состава — 5634 военнослужащих;
- Танков — 28 ед.;
- БМП-2 — 190 ед.;
- БТР-70 (80) — 102 ед.;
- РСЗО «Град» (БМ-21) — 21 ед.;
- Самоходной артиллерии: 2С5 «Гиацинт» — 10 ед., 2С3 «Акация» — 8 ед., 2С1 «Гвоздика» (122 мм) — 34 ед., 2С9 «Нона-С» — 14 ед., 2С4 «Тюльпан» — 2 ед., миномёты 2Б14 — 24 ед., 2Б9 — 15 ед.;
- Автомобилей грузовых — 298 ед., автомобилей специальных — 195 ед.

## Группировка частей и соединений МО, МГБ и МВД ДРА
От Вооружённых сил Афганистана:
- Соединения и части 1-го и 3-го АК (Армейских корпусов), 15-й тбр (Танковая бригада), 37-й одшбр (Отдельная десантно-штурмовая бригада), 66-го одшп (Отдельный десантно-штурмовой полк), 230-й одшб (Отдельная десантно-штурмовая бригада);
- Отдельные батальоны МГБ (Министерства Госбезопасности) — два и МВД (Министерства Внутренних дел) — два.

## Результаты
«Главным итогом проведенной операции, — отмечает генерал-полковник Б. В. Громов, — явился прорыв многомесячной военной и экономической блокады Хоста. Вместе с тем были сорваны планы лидеров «альянса семи» по отторжению округа Хост от Афганистана и созданию на его территории автономного исламского государства» и разгромлена крупная база моджахедов.
Сразу после ухода советских войск блокада Хоста была возобновлена.

## Потери сторон
Потери афганских моджахедов остаются невыясненными.
За время операции в провинции Пактия потери советских войск составили 33 военнослужащих убитыми:
- 103-я гвардейская воздушно-десантная дивизия:
  - 1179-й артиллерийский полк — 3;
  - 350-й гвардейский парашютно-десантный полк — 1;
  - 742-й отдельный батальон связи — 1.
- 201-я мотострелковая дивизия:
  - 149-й гвардейский мотострелковый полк — 1.
- 108-я мотострелковая дивизия:
  - 1074-й артиллерийский полк — 1.
- 56-я отдельная гвардейская десантно-штурмовая бригада — 9 человек;
- 66-я отдельная мотострелковая бригада — 1;
- 345-й отдельный гвардейский парашютно-десантный полк — 9;
- 191-й отдельный мотострелковый полк — 4;
- 103-й отдельный полк связи — 1;
- 50-й отдельный смешанный авиационный полк — 1;
- 335-й отдельный боевой вертолётный полк — 1.

## Герои СССР за участие в войсковой операции «Магистраль»
Герои Советского Союза за участие в операции «Магистраль»
«За мужество и героизм, проявленные при исполнении воинского долга, умелое командование войсками при оказании интернациональной помощи республике Афганистан», Указами Президиума Верховного Совета СССР, высшего звания Герой Советского Союза, c вручением ордена Ленина и медали «Золотая звезда», удостоены воины-интернационалисты:
 Александров, Вячеслав Александрович Указ Президиума ВС СССР от 28.06.1988 г. (посмертно).
 Варенников, Валентин Иванович Указ Президиума ВС СССР от 03.03.1988
 Востротин, Валерий Александрович Указ Президиума ВС СССР от 06.01.1988
 Грачёв, Павел Сергеевич Указ Президиума ВС СССР от 05.05.1988
 Громов, Борис Всеволодович Указ Президиума ВС СССР от 03.03.1988
 Мельников, Андрей Александрович Указ Президиума ВС СССР от 28.06.1988 (посмертно)

## В массовой культуре
Операции "Магистраль" посвящена песня "Приказ-Вперед!", автор слов и музыки, исполнитель - поэт, прозаик Александр Белик.